# Delta Machine
Delta Machine — тринадцятий студійний альбом від англійської синті-поп гурту Depeche Mode, що вийшов 22 березня 2013 року.
Альбом підтриманий світовим турне, європейська частина якого почалася 4 травня 2013 в Ніцці і завершилася в Мінську 29 липня. В рамках турне 29 червня 2013 року гурт Depeche Mode виступив з концертом на НСК Олімпійський в Києві.

## Про альбом

### Запис
Після закінчення туру на підтримку альбому Sounds of the Universe, учасники гурту зайнялися сольними проєктами. У листопаді 2011 року Енді Флетчер заявив, що гурт готовий розпочати запис нового альбому. У січні 2012 року учасники гурту зібралися в студії у Санта-Барбарі, щоб представити демозаписи нових пісень і обговорити майбутній альбом. Дейв Гаан записав всі нові пісні в Нью-Йоркській студії Blanco спільно зі своїм другом, Куртом Інала, який допомагав йому в записі вокалу на альбомах Hourglass і The Light The Dead See. У березні гурт узявся до роботи над альбомом.
Продюсером знову виступив Бен Хіллер, який раніше вже працював з гуртом над альбомами Playing the Angel і Sounds of the Universe. В інтерв'ю журналу Billboard Дейв Гаан заявив, що гурт, можливо, не буде далі працювати з Хіллер і альбом стане завершенням даної «трилогії». Для зведення альбому був запрошений Флад, продюсувавший альбоми Violator і Songs of Faith and Devotion.

### Випуск
5 жовтня 2012 на офіційному сайті Depeche Mode з'явився цифровий таймер, що відраховує зворотний час до пресконференції в Парижі. Кожен охочий міг помістити своє зображення на головну сторінку сайту, опублікувавши в Instagram фото з хештег #DepecheMode2013. 23 жовтня на пресконференції гурт оголосив про майбутній турі, а також представила відео зі студії з піснею «Angel». 11 грудня гурт оголосив про підписання контракту з лейблом Columbia Records. Наприкінці січня 2013 були представлені назви та дати випуску альбому і першого синглу, а також треклист і формати видання. Перший сингл «Heaven», який написав Мартін Гор, став доступний для цифрового завантаження 31 січня 2013.
6 лютого в Нью-Йорку відбулося попереднє прослуховування альбому, на якому були присутні кілька музичних журналістів.
11 березня гурт виступив в Нью-Йорку на шоу Девіда Леттермана, поряд з хітами виконавши 5 пісень з нового альбому («Angel», «Should Be Higher», «Heaven», «Soft Touch/Raw Nerve» і «Soothe My Soul»).
15 березня 2013 в ранковому шоу на радіо BBC 6 відбулася прем'єра другого синглу «Soothe My Soul», який так само як і перший написав Гор. Реліз на фізичному носії відбувся 13 травня того ж року.
18 березня стався витік альбому в мережу. У цей же день на BBC 6 відбулася прем'єра пісні «Secret to the End», а альбом став повністю доступний для вільного потокового прослуховування через iTunes Store.

### Назва
Назву можна розділити на дві частини, перша з яких є відсиланням до блюзової складової альбому, дельта-блюзу. «Це наше бачення блюзу. — Заявив Мартін Гор. — Якщо обернутися назад, можна простежити блюзовий вплив на досить багатьох наших піснях, починаючи з Violator <…>. І тепер, я думаю, ми просто зробили це очевиднішим, відобразивши в назві». Друга ж частина характеризує інше, традиційніше для гурту, електронне звучання альбому.

### Обкладинка
Автором обкладинки є Антон Корбейн. Фонова фотографія, знята в Нью-Йорку, являє собою вид з вікна Jungle City Studios. Новий логотип був придуманий Корбейн пізніше в Гамбурзі, під час знімання фільму «Особливо небезпечний». За його словами, він хотів, щоб «обкладинка відображала щось сире, індустріальне і незалежне». Це восьма за рахунком обкладинка альбому, яку Корбейн розробив для гурту (включаючи збірник The Best Of, Volume 1). Фото для буклета делюкс-видання альбому були зняті Корбейн в Нью-Йорку і Луїзіані.

### Критика
Альбом отримав переважно позитивні відгуки з боку музичних критиків. Сайт Metacritic поставив альбому середню оцінку 67 з 100 на основі 32 рецензій. Кайл Андерсон з Entertainment Weekly назвав Delta Machine найсильнішим альбомом гурту в 21-му сторіччі, похваливши роботу програміста Кристоффера Берга. Лоуренс Грін з musicOMH оцінив альбом в 4,5 бали з 5, зазначивши вплив на нього проєкту VCMG: «Складається враження, що вони [Depeche Mode] оперують чимось, що переносить Delta Machine у свій власний маленький світ синтетичної насолоди». Репортер The Daily Telegraph Ніл Маккормік поставив альбому 4 зірки з 5, проте відзначив одноманітність лірики основного учасника гурту: «Він [Гор] береться за одні й ті ж теми (бажання, дисфункція, гріх і спокута) і очевидні метафори, приправляючи їх підлітковими готичними образами ангелів і дияволів і поетизування офісного клерка».

## Список композицій
Автор музики і слів Martin Gore (Secret to the End, Broken i Should Be Higher написані David Gahan i Kurt Uenala). 
| #   | Назва                  | Автор                    | Тривалість |
| --- | ---------------------- | ------------------------ | ---------- |
| 1.  | «Welcome to My World»  |                          | 4:56       |
| 2.  | «Angel»                |                          | 3:57       |
| 3.  | «Heaven»               | Martin L. Gore           | 4:03       |
| 4.  | «Secret to the End»    | David Gahan, Kurt Uenala | 5:12       |
| 5.  | «My Little Universe»   |                          | 4:24       |
| 6.  | «Slow»                 |                          | 3:45       |
| 7.  | «Broken»               | David Gahan, Kurt Uenala | 3:58       |
| 8.  | «The Child Inside»     |                          | 4:16       |
| 9.  | «Soft Touch/Raw Nerve» |                          | 3:26       |
| 10. | «Should Be Higher»     | David Gahan, Kurt Uenala | 5:04       |
| 11. | «Alone»                |                          | 4:29       |
| 12. | «Soothe My Soul»       |                          | 5:22       |
| 13. | «Goodbye»              |                          | 5:03       |

| Special edition CD | Special edition CD     | Special edition CD       | Special edition CD |
| #                  | Назва                  | Автор                    | Тривалість         |
| ------------------ | ---------------------- | ------------------------ | ------------------ |
| 14.                | «Long Time Lie»        | David Gahan, Martin Gore | 4:25               |
| 15.                | «Happens All the Time» | David Gahan, Kurt Uenala | 4:20               |
| 16.                | «Always»               |                          | 5:07               |
| 17.                | «All That's Mine»      | David Gahan, Kurt Uenala | 3:23               |